# Het Kasteel (Alphen aan den Rijn)
Het Kasteel was een pop- en cultuurpodium in Alphen aan den Rijn. Er werden voornamelijk feesten (van drum 'n' bass tot metal) en band-optredens georganiseerd. Het podium draaide vooral op de inzet van vrijwillige medewerkers. Naast de 'grote zaal' en het café waren er drie oefenruimtes.

## Geschiedenis
De vereniging 'Het Kasteel' werd in 1982 opgericht als voortzetting van 'Midas'. Dat was het initiatief van een stel jongeren die, na de gedwongen sluiting van 'Zappa', een oud schoolgebouw kregen van de gemeente om daar concerten te organiseren. Na een aantal jaren kreeg Het Kasteel, als opvolger van Midas, officieel een pand toebedeeld. De gemeente Alphen aan den Rijn erkende het initiatief als jongerencentrum. Later werd het centrum een pop- en cultuurpodium. Begin jaren 1990 waren vooral de 'noiseparties' op vrijdagavond in trek. Er werd een mix van heavy metal en vroege grunge gedraaid.
In 2005 was Het Kasteel in verband met renovatie van het gebouw gesloten. Eind 2007 bleek de vereniging te kampen met een structureel begrotingstekort van 50.000 euro per jaar en professionalisering van de organisatie was onvermijdelijk. In september 2012 werd Het Kasteel wegens faillissement gesloten.

## Feesten
Het Kasteel had standaard een aantal terugkomende feesten.
- Wonderful 90s - jaren 1990 muziek
- Phonophanatic - drum 'n bass/jungle/breakz
- P.O.R.N. - Neerlands oudste terror-concept
- P.L.U.R. - Neerlands oudste tekno/industrial/hardcore-concept
- Noise Party / Echo - mix van alternatief en pop
- Easy Tune - foute muziek
- Trendkill - metal en hardcore
- Underground Beats - techno

## Oudere feesten
- Noiseparty - alternatief/indie
- Midnight Madness - house
- Trendkill - punkmetalhardcore
- Underground Beats - techno
- Easy Tune - retro